# Mattias Alkberg
Mattias Alkberg (Luleå, 8 gennaio 1969) è un cantante svedese.

## Biografia
Nerverna (2009), primo album in studio dell'artista, ha esordito al 45º posto della Sverigetopplistan. Due anni dopo è uscito Anarkist, il suo primo LP a entrare la top 20 svedese. Allt det här (2011) si è fermato al 31º posto della classifica, mentre Södra Sverige (2014) ha conquistato la 40ª posizione.
Personer (2015) si è posizionato 41º nella Sverigetopplistan; al disco ha fatto seguito Åtminstone artificiell intelligens (2017), arrivato 34º nella graduatoria svedese.

## Discografia

### Album in studio
- 2009 – Nerverna
- 2011 – Anarkist
- 2011 – Allt det här (con Pascal)
- 2014 – Södra Sverige
- 2015 – Personer
- 2017 – Åtminstone artificiell intelligens
- 2020 – Bodensia
- 2021 – Häxor
- 2024 – Drake

### EP
- 2014 – Epitafium

### Singoli
- 2007 – Soon After Christmas
- 2009 – Jag bara tänkte, liksom, att
- 2009 – Andra känner
- 2014 – Nöff nöff (feat. Södra Sverige)
- 2015 – Tjugonde
- 2016 – Alla talar Svenska
- 2017 – Obeskjuten
- 2017 – Livet är för kort eller för långt/Långsam och fet
- 2017 – Relativt norrbotten
- 2019 – Till förruttnelsen
- 2020 – Första språket
- 2020 – Jag är alltid här vars jag än är
- 2021 – Brända skepp
- 2021 – Gudrun och Andreas
- 2024 – Femtiårig man (feat. Joel Amrén, Rebecka Digervall & Olle Nyman)
- 2024 – Pengar och pengarnas drängar (feat. Olle Nyman & Rebecka Digervall)